# 索梅什河
索梅什河（羅馬尼亞語：Someș；羅馬尼亞語發音：[ˈsomeʃ]，索莫什河；德語：、Samosch）是羅馬尼亞和匈牙利的河流，屬於蒂薩河的左支流，河道全長418公里，流域面積15,015平方公里，發源自代日，平均流量每秒114立方米。